# 热成风
热成风是大气中高空地转风减去低空地转风的矢量差。如果风在水平方向服从地转平衡，而压力在垂直方向服从流体静力平衡，则会存在假设的垂直风切变。这两种力平衡的组合称为热成风平衡，这个术语也可推广到更复杂的水平流平衡，例如梯度风平衡。
由于给定压力水平的地转风沿着地图上的位势高度等值线流动，并且压力层的位势厚度与虚拟温度成正比，因此热成风沿着厚度或温度等值线流动。例如，与极地到赤道温度梯度相关的热成风是形成对流层上层急流的主要物理解释。
在数学上，热成风关系定义了垂直风切变——风速或风向随高度的变化。在这种情况下，风切变是水平温度梯度（温度在一定水平距离上的变化）的函数。也称为斜压流，热成风随高度与水平温度梯度成比例变化。在沿等压面或等压线存在温度梯度的情况下，热成风关系由流体静力平衡和地转平衡产生。
热成风一词通常被认为是用词不当，因为它真正描述的是风随高度的变化，而不是风本身。然而，人们可以将热成风视为随高度变化的地转风，因此风这一术语似乎很合适。在气象学的早期，当数据稀缺时，可以使用热成风关系和表面风速和风向的知识以及高空热力学探测来估计风场。 这样，热成风关系的作用是定义风本身，而不仅仅是它的切变。许多学者保留了热成风这个绰号，尽管它实际上是在描述一种风的梯度。

## 描述

### 物理解释
热成风是由于水平温度梯度引起的地转风幅度或符号的变化。地转风是一种理想化的风，它是由沿水平方向的力平衡产生的。每当地球自转在流体动力学中起主导作用时，例如在中纬度地区，科里奥利力和压力梯度力之间就会形成平衡。直观地说，压力的水平差异推动空气穿过该差异，其方式类似于山丘高度的水平差异导致物体滚下山坡。然而，科里奥利力介入并将空气推向右侧（在北半球）。这在下图的面板 (a) 中进行了说明。这两种力之间形成的平衡导致平行于水平压力差或压力梯度的流动。 此外，当作用在垂直方向上的力以垂直压力梯度力和重力为主时，会发生流体静力平衡。
在正压大气中，密度只是压力的函数，水平压力梯度将驱动随高度恒定的地转风。但是，如果沿等压线存在水平温度梯度，则等压线也会随温度而变化。在中纬度地区，压力和温度之间通常存在正耦合。这种耦合导致等压线的斜率随着高度的增加而增加，如左图 (b) 所示。由于等压线在较高海拔处更陡峭，因此相关的压力梯度力在那里更强。然而，科里奥利力是相同的，因此在较高海拔处产生的地转风在压力方向上必须更大。 

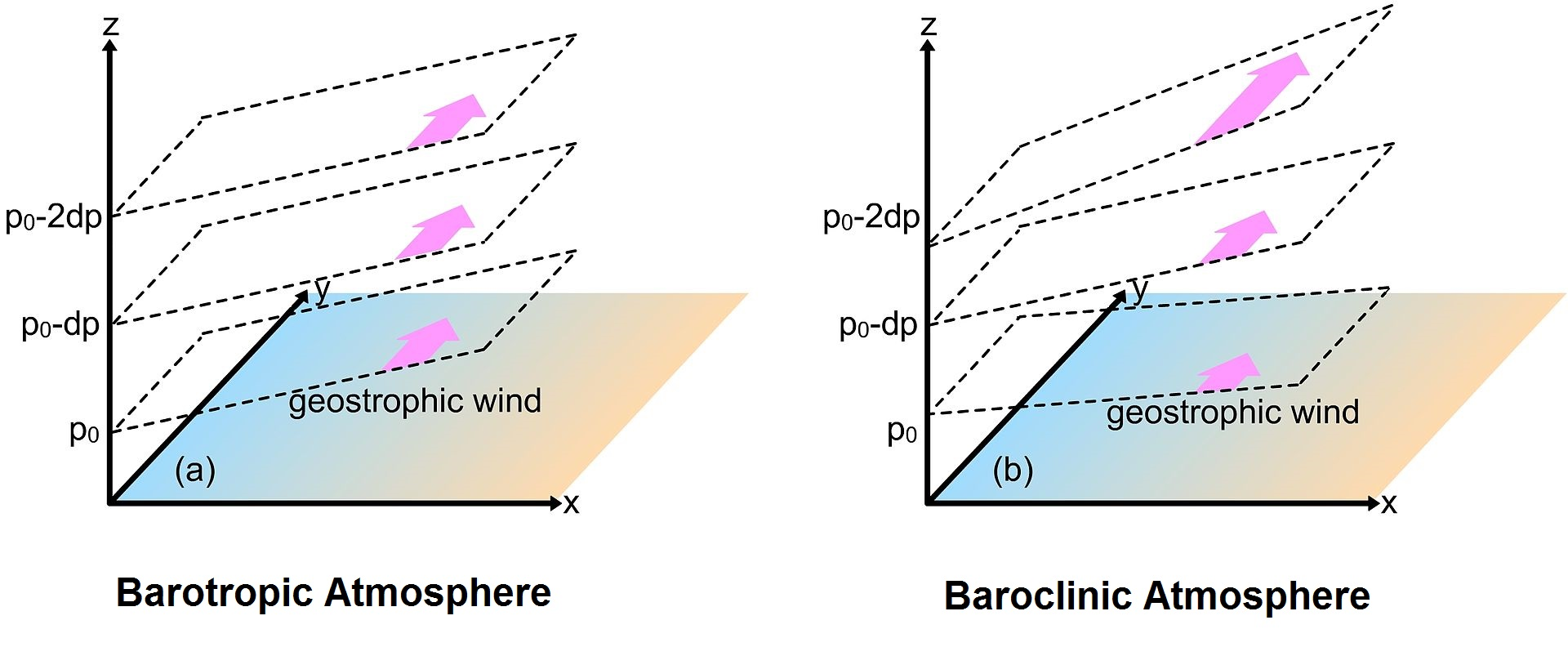
正压大气（a）和斜压大气（b）中不同等压水平的地转风。表面的蓝色部分表示寒冷区域，而橙色部分表示温暖区域。这种温度结构仅限于（a）中的表面，但延伸到（b）中的流体深度。虚线包围了等压表面，这些表面在 (a) 中随着高度的增加而保持恒定斜率，在 (b) 中随着高度的增加而斜率增加。粉红色箭头表示水平风的方向和幅度。只有在斜压大气（b）中，这些才会随高度而变化。这种变化说明了热成风。

在斜压大气中，密度是压力和温度的函数，这样就会存在水平温度梯度。水平风速与高度的差异是垂直风切变，传统上称为热成风。 

### 数学推导
由两个不同压力定义的大气层的位势厚度由下式描述：
{\displaystyle \Phi _{1}-\Phi _{0}=\ R{\overline {T}}\ln \left[{\frac {p_{0}}{p_{1}}}\right]} ,
其中{\displaystyle \,R\,}是空气的比气体常数，{\displaystyle \,\Phi _{n}\,}是压力水平的位势高度{\displaystyle \,p_{n}\,}， {\displaystyle {\overline {T}}}是层的垂直平均温度。该公式表明层厚与温度成正比。当存在水平温度梯度时，层的厚度将在温度最高处最大。
对地转风 {\displaystyle \mathbf {v} _{g}={\frac {1}{f}}\mathbf {k} \times \nabla _{p}\Phi } （其中{\displaystyle \;f\;}是科里奥利参数， {\displaystyle \mathbf {k} }是垂直单位向量，梯度算子上的下标“p”表示等压面上的梯度）进行微分，从压力水平{\displaystyle \,p_{0}\,}积分至{\displaystyle \,p_{1}\,} ，我们得到热成风方程：
{\displaystyle \mathbf {v} _{T}={\frac {1}{f}}\mathbf {k} \times \nabla _{p}(\Phi _{1}-\Phi _{0})} .
代入第一个式子，得到一个基于温度的形式，
{\displaystyle \mathbf {v} _{T}={\frac {R}{f}}\ln \left[{\frac {p_{0}}{p_{1}}}\right]\mathbf {k} \times \nabla _{p}{\overline {T}}} .
注意热成风方向与水平温度梯度成直角，在北半球是逆时针方向。在南半球，{\displaystyle \;f\;}的正负号反转。

## 例子

### 平流方向随高度旋转

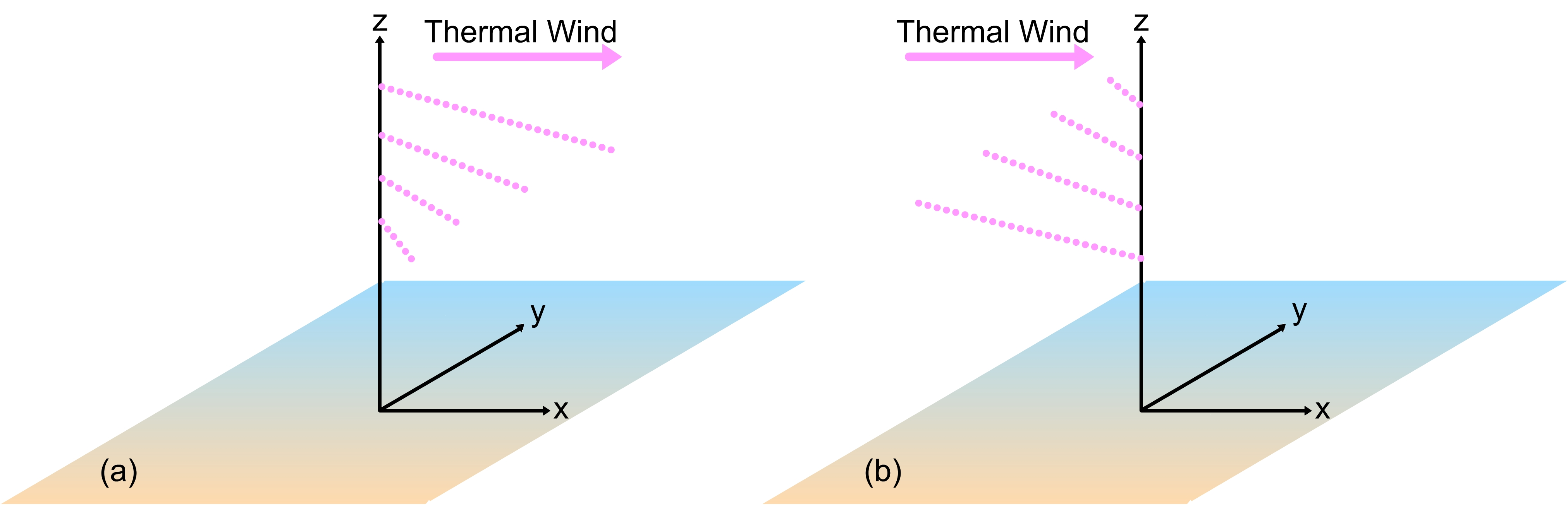
在（a）中，冷平流正在发生，因此热成风导致地转风随高度逆时针旋转（对于北半球）。在（b）中，正在发生暖平流，因此地转风随高度顺时针旋转。

如果地转风的一个分量平行于温度梯度，热成风将导致地转风随高度旋转。如果地转风从冷空气吹向暖空气（冷平流），地转风将随高度逆时针旋转（在北半球），这种现象称为逆风。否则，如果地转风从暖空气吹向冷空气（暖平流），风将随高度顺时针旋转，也称为风转向。
据此可以使用大气探测的数据来估计水平温度梯度。

### 锋生
与平流转向的情况一样，当存在地转风的交叉等温分量时，会导致温度梯度的锐化。热成风引起变形场，可能发生锋生现象。

### 急流
沿子午线向南移动时存在水平温度梯度，因为地球的曲率导致赤道比两极受到更多的太阳辐射加热。这在中纬度地区形成了西风地转风模式。由于热成风会导致风速随高度增加，因此西风模式的强度会增加，直到对流层顶为止，从而产生称为急流的强风流。北半球和南半球在中纬度地区表现出相似的急流模式。
急流最强的部分应该靠近温度梯度最大的地方。由于北半球的海陆分布，在北美东海岸（加拿大冷气团和墨西哥湾流/温暖的大西洋之间的边界）和欧亚大陆（北方冬季季风/西伯利亚冷气团之间的边界）濒临温暖的太平洋处，可以观察到最大的温度差异。因此，在北美东海岸和欧亚大陆上可以观测到最强的北方冬季急流。由于更强的垂直切变会促进斜压不稳定，因此在北美东海岸和欧亚大陆出现的温带气旋（所谓的炸弹气旋）发展最快。
南半球中纬度没有成规模的大陆，导致出现经度更恒定的急流（即更纬向对称的急流）。